# Ramesuan
Ramesuan, född 1339, död 1395, var son till kung Ramathibodi I, regerade som den andra och femte kungen i kungariket Ayutthaya. 

## Biografi
När kung Ramathibodi bestigit tronen av Ayutthaya, skickade han kung Ramesuan att styra i Lopburi. När Ramathibodi dog 1369 reste Ramesuan till Ayutthaya för att ta tronen, men fick endast regera mindre än ett år innan han avsattes av sin farbror, kung Borommaracha I, härskare över Suphanburi. Källor variera över arten av deras konflikt; officiella krönikor uppger att den äldre Boromaracha regerade med villigt samtycke av brorsonen, medan andra källor visade att Boromaracha trontillträde kom först efter en blodig konflikt som gränsade till inbördeskrig.
1388 hade Ramesuan samlats tillräckligt stöd från sin maktbas i Lopburi för att återvända till Ayutthaya och utmana Boromarachis son Thong Chan om tronen. Kung Ramesuan styrkor intog snabbt palatset och avrättade den 17 år gamla Thong Chan. Ramesuan innehade sedan tronen fram till 1395, då han efterträddes av sin son Rama (även känd som Ramaracha).
Under kung Ramesuans andra regeringstid verkar kungen ha kommit till en överenskommelse med Konungariket Sukhothai, som hans föregångare hade stridit mot. I stället har vissa källor angivit konflikter med Konungariket Lan Na (i norra Thailand) och Angkor i dagens Kambodja. Ayutthayas krönikor tyder på att Ramesuan erövrade Chiang Mai 1390, då huvudstad i Konungariket Lan Na, och bosatte många fångar inom Konungariket Ayutthaya. En liknande nederlag för Angkor finns dokumenterat och ska ha ägt rum till följd av räder från det kambodjanska riket. Ingen av dessa konflikter finns dokumenterade i krönikor från Lan Na eller Angkor.